# Estación de San Pol de Mar
San Pol de Mar es una estación de la línea R1 de Barcelona y línea RG1 de Gerona de Rodalies Renfe ubicada en la línea de playa del municipio homónimo. Las vías se encuentran a nivel de superficie, y la estación no cuenta con un túnel o puente de acceso, por lo que los pasajeros tienen que cruzar un paso por el que pasan los trenes para cruzar hacia la otra vía.
| << cabecera                                 | < estación   | línea | estación > | cabecera >>                      |
| ------------------------------------------- | ------------ | ----- | ---------- | -------------------------------- |
| Rodalies de Catalunya de Renfe              |              |       |            |                                  |
| Molins de Rey1 Hospitalet                   | Canet de Mar |       | Calella    | Calella Blanes Massanet-Massanas |
| Hospitalet                                  | Canet de Mar |       | Calella    | Figueras Port-Bou                |
| 1. Sólo destino, un servicio por la mañana. |              |       |            |                                  |

- Datos: Q1871160
- Multimedia: Sant Pol de Mar train station / Q1871160